# Alfa Romeo Scighera

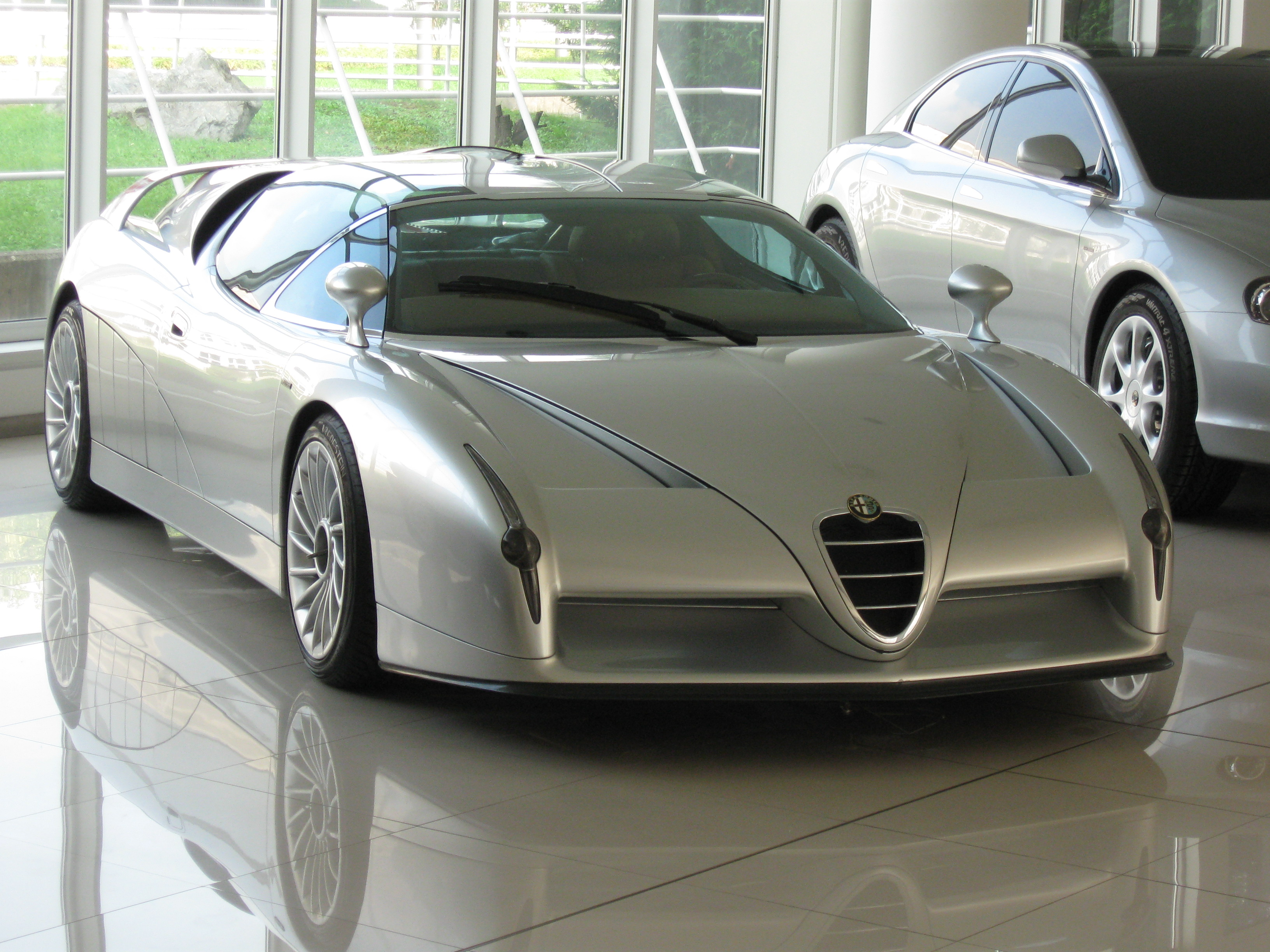
Alfa Romeo Scighera

De Alfa Romeo Scighera is een conceptauto van het Italiaanse autohuis Alfa Romeo uit 1997. De auto is tot stand gekomen middels een samenwerking van Alfa Romeo en de designer Fabrizio Giugiaro, de zoon van Giorgetto Giugiaro.
De naam Scighera staat voor mist welke alles bedekt. De auto wordt vierwiel-aangedreven, door een drieliter V6 motor, die 400 pk produceert, met een seqentiële zes-versnellingenbak. De auto is een tweezitter met een targadak en heeft een aluminium casco.